# Sarascelis kilimandjari
Espèce
Synonymes
- Boagrius kilimandjari Berland, 1920

Sarascelis kilimandjari est une espèce d'araignées aranéomorphes de la famille des Palpimanidae.

## Distribution
Cette espèce est endémique de Tanzanie.

## Étymologie
Son nom d'espèce lui a été donné en référence au lieu de sa découverte, le Kilimandjaro.

## Publication originale
- Berland, 1920 : Araneae (2e partie). Voyage de Ch. Alluaud et R. Jeannel en Afrique Orientale (1911-1912): Résultats scientifiques: Arachnida, Paris, vol. 4, p. 95-180.